# Riu
Riu hay còn gọi hoa riu, bông riu, riu bông (danh pháp khoa học: Acmella calva) là một loài thực vật có hoa trong họ Cúc. Loài này được (DC.) R.K.Jansen mô tả khoa học đầu tiên năm 1985.